# Marlyn Alarm
Marlyn Alarm (* 16. Februar 1993, früher unter dem Pseudonym Marlon Alarm bekannt) ist eine US-amerikanische Sängerin und Songwriterin. Sie ist für ihr androgynes Auftreten und ihre anspruchsvolle Lyrik in ihren Liedern bekannt.

## Musikkarriere

### 2011–2012: Musikalische Anfänge undDouble Diamond
Marlyn Alarm stellte auf YouTube Lieder online, die sie entweder selbst komponiert oder gecovert hat. Sie coverte unter anderem Lieder von Lana Del Rey und Michael Jackson und machte einen Remix aus Lady Gagas Lied Hair und ihrem eigenen Lied Don’t Touch My Hair. Anfang 2011 erschien dann ihr erstes Album mit dem Titel Double Diamond; mit der Bezeichnung „Double Diamond“ beschreibt man ein Album, das über 2 Millionen Mal verkauft wurde. Zu dem gleichnamigen Lied, das auf dem Album enthalten war, erschien im selben Jahr auch ein Musikvideo, was mittlerweile nicht mehr online ist. Das Drehen dieses Videos beschrieb Alarm als das Schlimmste, was in ihrer musikalischen Karriere passiert ist.
Für die Single Balance of the Universe, die im Mai 2012 erschien, drehte Alarm ebenfalls ein Musikvideo. Das Lied schaffte es allerdings nicht auf ihre Extended Play. Stattdessen veröffentlichte sie Ende 2012 die Single The One, zusammen mit einem begleitenden Musikvideo.

### 2013–heute:Radio AngelundShowboy Opera
Anfang 2013 erschien Alarms Extended Play Radio Angel. Alarm legt Wert darauf, dass ihre musikalischen Werke immer eine abgeschlossene Einheit bilden und beschloss, eine Extended Play statt eines Albums zu veröffentlichen, damit die Hörer mehr dazu geneigt sind, die ganze EP in einem Durchlauf zu hören. Auch ihrem zweiten Studioalbum liegt eine Geschichte zugrunde, allerdings wurde diese in drei Akte geteilt. Im April 2013 hatte Alarm außerdem einen Liveauftritt beim Slutwalk in Miami.
Ihr zweites Studioalbum Showboy Opera erschien Ende April 2014. Der Titel des Albums ist laut Alarm ein Tribut an „gender-bending“, altmodische Unterhaltung und schauspielerische Pracht, was sie auch auf ihr Leben projiziert. Das Album besteht aus drei Akten, wobei der erste ein Tribut an Alarms Leben darstellen soll. Der zweite Akt ist die Reaktion auf die Realität und Alarm sagt, dass er klingen würde „wie Disney in einem Nachtclub“. Der letzte Akt konzentriert sich auf das Ergebnis, was herauskommt, wenn man ständig Realität gegen Fantasie ausspielt. Dieser spielt mit „gescheiterten Beziehungen, Ungeduld und dem Gefühl, eine Art Alien zu sein“.
Alarm arbeitet laut eigener Aussage zurzeit an einer neuen EP. Am 24. Februar 2015 veröffentlichte sie ein Musikvideo mit dem Titel „1AM“ auf YouTube. Ob das Lied auf der neuen EP enthalten sein wird, ist nicht bekannt.

## Persönliches Leben
Alarm legt Wert darauf, dass die Leute sie nicht auf ihr Aussehen reduzieren, und möchte, dass sich die Zuhörer bewusst werden, wie wichtig ihr die Musik ist und wie ernst sie diese nimmt. Sie bezeichnet sich selbst als asexuell. Ende Februar 2015 gab sie in einem Interview an, dass sie sich einer formellen Geschlechtsanpassung unterzieht, nachdem sie bereits ein Jahr als Frau gelebt hat. In dem Interview sagte sie, dass sie bereits seit ihrer Kindheit mit ihrer Geschlechtsidentität zu kämpfen hatte und sich nun bewusst sei, dass sie als Frau leben möchte.

## Stil
Alarm schreibt und produziert ihre Lieder selbst und verbindet dabei Electronic-, Dance- und Popmusik. Inhaltlich dreht es sich häufig um Schönheit, Geld, Bedauern und verpasste Chancen. 2012 sagte Alarm, dass sie sich von Marilyn Monroe, Marlon Brando und ihrer Großmutter inspirieren lasse. Des Weiteren nannte sie in einem Interview vom März 2014 weitere Künstler, die sie und ihre Musik inspirieren, darunter Chopin und My Chemical Romance.
In ihrem Musikvideo zu Aliens of Suburbia trug Alarm Mode von Alaska Mangialetto von Jacked Fashion. Privat kleidet sie sich hingegen überwiegend aus dem Internet. Außerdem erwähnte sie 2011 in einem Interview, dass sie unter anderem Klamotten aus Secondhandläden und Forever 21 trägt. Ihrer Ansicht nach stellt die Verbindung zwischen Mode und Musik „zwei Sprachen [dar], die viel Gleiches ausdrücken. Wenn sie zusammenarbeiten, geht weniger verloren.“

## Diskografie

### Studio-Alben
| Jahr | Album-Informationen                                                                            |
| ---- | ---------------------------------------------------------------------------------------------- |
| 2011 | Double Diamond - Debüt-Studioalbum - Erscheinungsdatum: 3. Januar 2011 - Formate: CD, Download |
| 2014 | Showboy Opera - Zweites Studioalbum - Erscheinungsdatum: 29. April 2014 - Formate: Download    |

### Extended Plays
| Jahr | Album-Informationen                                                     |
| ---- | ----------------------------------------------------------------------- |
| 2013 | Radio Angel - Erscheinungsdatum: 8. Januar 2013 - Formate: CD, Download |
| 2015 | Exparadise - Erscheinungsdatum: 30. Juni 2015 - Formate: Download       |

### Singles
| Jahr | Titel                                                                         | Album         |
| ---- | ----------------------------------------------------------------------------- | ------------- |
| 2011 | Don’t Touch My Hair - Erscheinungsdatum: 22. Juni 2011 - Formate: Download    | –             |
| 2012 | Balance of the Universe - Erscheinungsdatum: 29. Mai 2012 - Formate: Download | –             |
| 2012 | The One - Erscheinungsdatum: 20. November 2012 - Formate: Download            | Radio Angel   |
| 2013 | Your Average Zombie - Erscheinungsdatum: 9. Juli 2013 - Formate: Download     | Showboy Opera |
| 2013 | Aliens of Suburbia - Erscheinungsdatum: 8. November 2013 - Formate: Download  | Showboy Opera |
| 2014 | Beauty Burns! - Erscheinungsdatum: 7. März 2014 - Formate: Download           | Showboy Opera |

### Musikvideos
| Jahr | Titel                                                      | Regisseur                      | Album          |
| ---- | ---------------------------------------------------------- | ------------------------------ | -------------- |
| 2011 | Double Diamond - Erscheinungsdatum: 14. August 2011        | Os Garcia                      | Double Diamond |
| 2012 | Balance of the Universe - Erscheinungsdatum: 20. Juni 2012 | Marlyn Alarm, Rivi Madison     | –              |
| 2013 | The One - Erscheinungsdatum: 5. März 2013                  | Marlyn Alarm, Michelle Pastor  | Radio Angel    |
| 2013 | Aliens of Suburbia - Erscheinungsdatum: 15. Oktober 2013   | Marlyn Alarm, Woover Caicedo   | Showboy Opera  |
| 2014 | Beauty Burns! - Erscheinungsdatum: 12. August 2014         | Ernie Prieto, Natalia Franchia | Showboy Opera  |
| 2015 | 1AM - Erscheinungsdatum: 24. Februar 2015                  | Carlos Callava                 | –              |